# Sopraninosaxofoon
Een sopraninosaxofoon is een muziekinstrument van de familie der saxofoons.
Het instrument, met een warme, felle klank, is een transponerend instrument en heeft een es-stemming. Het is het op een na kleinste lid van de familie. De sopraninosaxofoon is verkrijgbaar in een rechte en een gekromde versie.
De sopraninosaxofoon heeft een conische bouw en blaast over in het octaaf.